# Diamesa lindrothi
Diamesa lindrothi är en tvåvingeart som beskrevs av Maurice Emile Marie Goetghebuer 1931. Diamesa lindrothi ingår i släktet Diamesa och familjen fjädermyggor.
Artens utbredningsområde är Grönland. Arten är reproducerande i Sverige. Inga underarter finns listade i Catalogue of Life.